# دوشیزه زمین
دوشیزه زمین (به انگلیسی: Miss Earth) یک مسابقه بین‌المللی زیبایی است که هر سال برای پشتیبانی از محیط زیست توسط سازمانی به همین نام برگزار می‌شود.
برنده عنوان دوشیزه زمین می‌بایست به مدت یک سال برای پشتیبانی از محیط زیست و آگاهی مردم دنیا از خطراتی که سلامت محیط زیست را هدف گرفته‌اند، فعالیت کند. او همچنین سخنگوی برنامه زیست محیطی ملل متحد و بسیاری از سازمان‌های محیط زیستی دیگر نیز هست.
این مسابقات پس از دو رویداد مشابه؛ دوشیزه دنیا و دوشیزه جهان و بالاتر از جشنواره دوشیزه بین‌الملل یکی از مهمترین رقابت‌های زیبایی در سطح جهان از نظر تعداد کشورهای شرکت کننده و میزان بینندگان و پوشش خبری است.
دوشیزه زمین حال جسیکا لین از استرالیا است.

## تاریخچه
اولین دوره جشنواره زیبایی دوشیزه زمین در سال ۲۰۰۱ برگزار شد و در طول هفت سالی که از شروع فعالیت آن می‌گذرد، رشد سریعی را در توجه رسانه‌ها، تعداد شرکت‌کنندگان و بینندگان تلویزیونی شاهد بوده است.
به طوری که آخرین دوره مسابقات که به طور مشترک در فیلیپین و ویتنام برگزار شد، با شرکت بیش از هشتاد و هفت کشور و پخش تلویزیونی در بیش از هشتاد کشور دنیا همراه بود.

## شرکت‌کنندگان
حضور ویدا صمدزی دختر افغانی که اکنون در آمریکا ساکن است، با لباس شنای سرخ رنگ در مسابقات سال ۲۰۰۳ به نمایندگی از افغانستان باعث برانگیختن حساسیت‌های بسیار در این کشور و پوشش گسترده این رویداد در رسانه‌ها شد، او نخستین زن افغان در سه دهه اخیر بود که در یک جشنواره زیبایی شرکت می‌کرد. ایران هم از سال ۲۰۲۱ در دوشیزه زمین شرکت کرده است..
حضور سرینگ چونگتاک با پرچم تبت و پشتیبانی او از آزادی مردم کشورش در مسابقات سال ۲۰۰۶ بار دیگر باعث شد تا این رویداد در سرتیتر اخبار قرار گیرد. این نخستین بار بود که دختری از جامعه سنتی و محافظه کار تبت در یک مسابقه زیبایی مهم شرکت می‌کرد. ناگفته نماند که او اجازه شرکت در این مراسم را از دالایی لاما دریافت کرده بود.
چونگتاک یک‌بار دیگر در دسامبر ۲۰۰۷ با کناره گیری از شرکت در مسابقات دوشیزه جهانگردی در مالزی، خبرساز شد. گردانندگان این رویداد تحت فشار مقامات بیجینگ از او خواسته بودند که به لباس خود نام چین را هم بیفزاید و با عنوان «دوشیزه تبت - چین» مسابقه دهد که این درخواست با مخالفت او روبه‌رو شد.
رقابت دوشیزه زمین در سال ۲۰۰۷ به علت دیگری نیز تاریخ ساز شد، در این دوره رقابت‌ها پنج نماینده از یک کشور (چین، تایوان، هنگ کنگ، ماکائو و تبت) در مسابقات شرکت و با یکدیگر به رقابت پرداختند.

## محل برگزاری
این مسابقات از سال ۲۰۰۱ همواره در ماه اکتبر یا نوامبر در فیلیپین برگزار شده و شبکه‌های فیلیپین (The Filipino Channel) و استار تی‌وی (STAR TV) آن را پوشش داده‌اند. البته مسابقات سال ۲۰۰۶ قرار بود در سانتیاگو، شیلی برگزار شود، که به‌دلیل مشکلات بنیاد دوشیزه زمین در برگزاری رقابت‌ها به فیلیپین بازگشت داده شد.
بخشی از رقابت‌های سال ۲۰۰۷ نیز در ویتنام میزبانی شد. مرحله فینال این رویداد نیز در سالن نمایش دانشگاه فیلیپین در کوئزون سیتی برگزار شد.
دوره بعدی مسابقات در سال ۲۰۰۸ قرار است که در سئول پایتخت کره جنوبی برگزار شود. کره جنوبی رقابت میزبانی را از استرالیا، فیلیپین، نپال، مکزیک، سوئد و سنگاپور برد و به این ترتیب امسال برای نخستین بار این مسابقات در خارج از فیلیپین برگزار خواهد شد گردانندگان بنیاد دوشیزه زمین به مکزیک هم سفر کرده‌اند و با توجه به علاقه مسئولان این کشور به میزبانی این رقابت‌ها احتمالاً این کشور نیز به زودی میزبان این مراسم خواهد شد.

## برندگان
علاوه بر برنده اول مسابقه که دوشیزه زمین لقب می‌گیرد؛ ۳ برنده دیگر نیز به عنوان دوشیزه آسمان، آب و آتش بر اساس چهار آخشیج طبیعت معرفی می‌شوند.
تاج برنده توسط آرنل پاپای فیلیپینی طراحی و ساخته شده‌است. بدنه تاج از نقره ساخته و با نگین‌های مروارید تزئین شده است.
از سال ۲۰۰۸ جواهراتی نیز به برندگان اهدا می‌شود. ارزش جایزه دوشیزه زمین ۲۰۰۸ حدود ۲۵ هزار دلار و برای ۳ نفر دیگر هر یک حدود ۱۰ هزار دلار بود.
| سال  | برنده                 | ملیت            | محل برگزاری         |
| ---- | --------------------- | --------------- | ------------------- |
| ۲۰۰۱ | کاترینا اسونسن        | دانمارک         | کزون سیتی، فیلیپین  |
| ۲۰۰۲ | جژلا گلاوویچ استعفا   | بوسنی و هرزگوین | پاسای، فیلیپین      |
| ۲۰۰۲ | وینفرد امواکوه جانشین | کنیا            | پاسای، فیلیپین      |
| ۲۰۰۳ | دانیا پرینس           | هندوراس         | کزون سیتی، فیلیپین  |
| ۲۰۰۴ | پریسیلا میریلز        | برزیل           | کزون سیتی، فیلیپین  |
| ۲۰۰۵ | الکساندرا براون       | ونزوئلا         | کزون سیتی، فیلیپین  |
| ۲۰۰۶ | هیل هرناندز           | شیلی            | مانیل، فیلیپین      |
| ۲۰۰۷ | جسیکا تریسکو          | کانادا          | کزون سیتی، فیلیپین  |
| ۲۰۰۸ | کارلا هنری            | فیلیپین         | آنجلس، فیلیپین      |
| ۲۰۰۹ | لاریسا راموس          | برزیل           | Boracay، فیلیپین    |
| ۲۰۱۰ | نیکول فاریا           | هند             | نها ترنگ، ویتنام    |
| ۲۰۱۱ | اولگا آلابا           | اکوادور         | کزون سیتی، فیلیپین  |
| ۲۰۱۲ | ترزا فجکوسوا          | جمهوری چک       | لاس پینیاس، فیلیپین |
| ۲۰۱۳ | الیز هینریچ           | ونزوئلا         | لاس پینیاس، فیلیپین |
| ۲۰۱۴ | جیمی هرل              | فیلیپین         | کزون سیتی، فیلیپین  |
| ۲۰۱۵ | انجلیا اونگ           | فیلیپین         | وین، اتریش          |
| ۲۰۱۶ | کاترین اسپین          | اکوادور         | پاسای، فیلیپین      |
| ۲۰۱۷ | کارن ایباسکو          | فیلیپین         | پاسای، فیلیپین      |
| ۲۰۱۸ | نگوین فوگان خان       | ویتنام          | پاسای، فیلیپین      |
| ۲۰۱۹ | نلیس پیمنتل           | پورتوریکو       | پارانیاکه، فیلیپین  |
| ۲۰۲۰ | لیندسی کافی           | آمریکا          | مجازی               |
| ۲۰۲۱ | دستنی واگنر           | بلیز            | مجازی               |
| ۲۰۲۲ | مینا سو چوی           | کره جنوبی       | پارانیاکه، فیلیپین  |
| ۲۰۲۳ | دریتا زیری            | آلبانی          | دا لات، ویتنام      |
| ۲۰۲۴ | جسیکا لین             | استرالیا        | مانیل، فیلیپین      |
| ۲۰۲۵ |                       |                 |                     |

## کشور بر اساس تعداد برد
| کشور            | عناوین | سال                    |
| --------------- | ------ | ---------------------- |
| فیلیپین         | ۴      | ۲۰۰۸, ۲۰۱۴, ۲۰۱۵, ۲۰۱۷ |
| اکوادور         | ۲      | ۲۰۱۱, ۲۰۱۶             |
| ونزوئلا         | ۲      | ۲۰۰۵, ۲۰۱۳             |
| برزیل           | ۲      | ۲۰۰۴, ۲۰۰۹             |
| استرالیا        | ۱      | ۲۰۲۴                   |
| آلبانی          | ۱      | ۲۰۲۳                   |
| کره جنوبی       | ۱      | ۲۰۲۲                   |
| بلیز            | ۱      | ۲۰۲۱                   |
| آمریکا          | ۱      | ۲۰۲۰                   |
| پورتوریکو       | ۱      | ۲۰۱۹                   |
| ویتنام          | ۱      | ۲۰۱۸                   |
| جمهوری چک       | ۱      | ۲۰۱۲                   |
| هند             | ۱      | ۲۰۱۰                   |
| کانادا          | ۱      | ۲۰۰۷                   |
| شیلی            | ۱      | ۲۰۰۶                   |
| هندوراس         | ۱      | ۲۰۰۳                   |
| کنیا            | ۱      | ۲۰۰۲ (جانشین)          |
| بوسنی و هرزگوین | ۱      | ۲۰۰۲ (استعفا)          |
| دانمارک         | ۱      | ۲۰۰۱                   |

## نمایندگی ایران
| سال  | دوشیزه زمین ایران | شهر   | نتیجه          | جوایز ویژه |
| ---- | ----------------- | ----- | -------------- | ---------- |
| ۲۰۲۱ | هیما ذاکر         | مشهد  | مقامی کسب نکرد |            |
| ۲۰۲۲ | مهرو احمدی        | تهران | مقامی کسب نکرد |            |
| ۲۰۲۳ | -                 | -     | -              |            |
| ۲۰۲۴ | آوا وهنشان        | مشهد  | شرکت نکرد      |            |

## رقابت
مرحله مقدماتی مسابقات در هر یک از کشورهای عضو این سازمان برگزار می‌شود و در مرحله نهایی برگزیدگان هر کشور به رقابت با یکدیگر می‌پردازند.

## گالری تصاویر برندگان

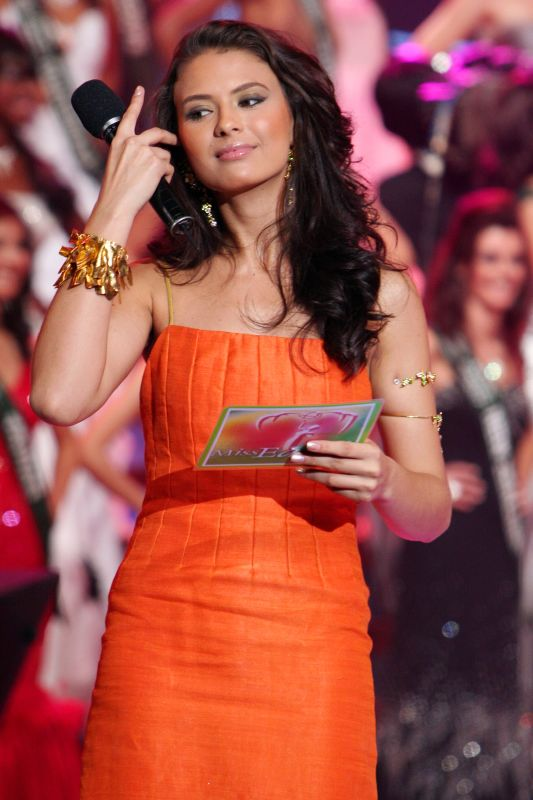
پریسکیلا میرلز از برزیل دوشیزه زمین ۲۰۰۴
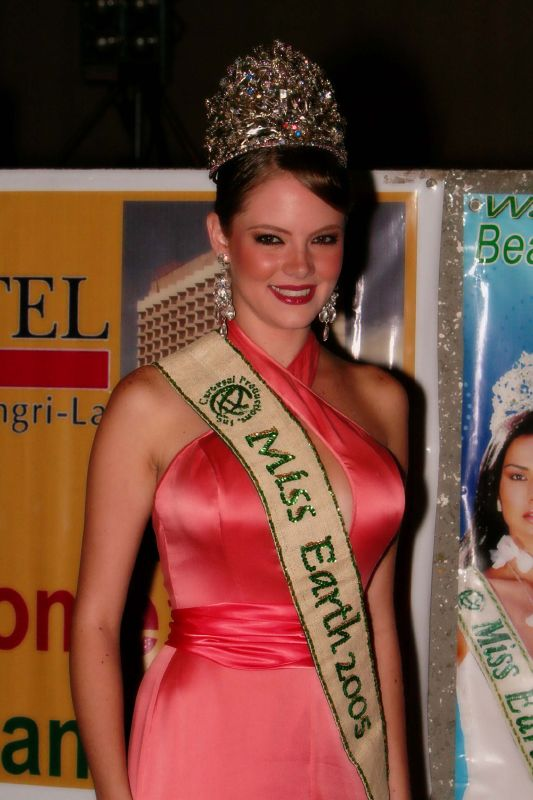
الکساندرا براون از ونزوئلا دوشیزه زمین ۲۰۰۵
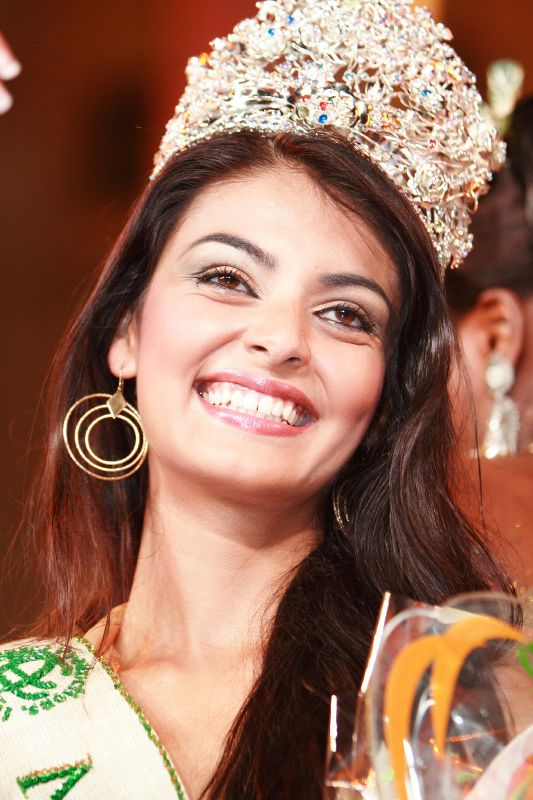
هیل یسنیا هرناندز از شیلی دوشیزه زمین ۲۰۰۶

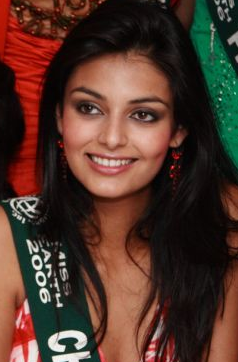
هیل یسنیا هرناندز از شیلی دوشیزه زمین ۲۰۰۶
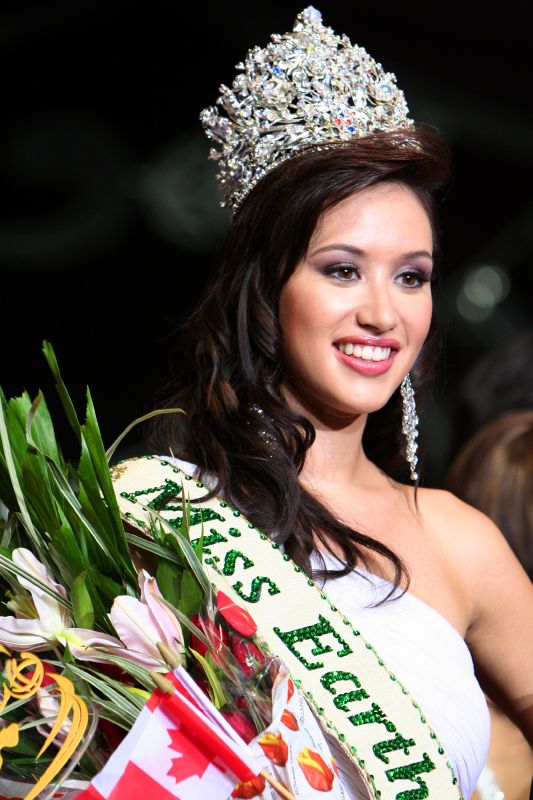
جسیکا تریسکو از کانادا دوشیزه زمین ۲۰۰۷
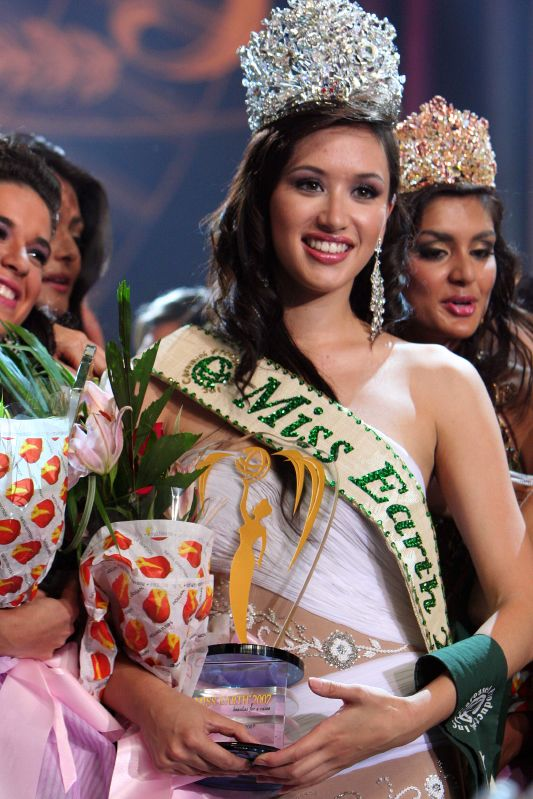
جسیکا تریسکو از کانادا دوشیزه زمین ۲۰۰۷

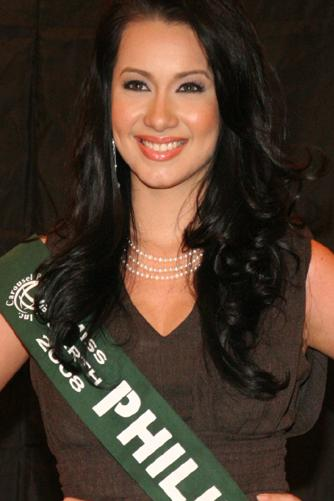
کارلا هنری از فیلیپین دوشیزه زمین ۲۰۰۸
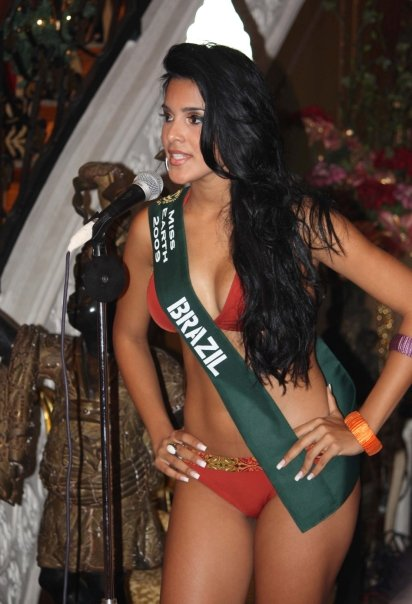
لاریسا راموس از برزیل دوشیزه زمین ۲۰۰۹